# Předpovědi konce světa v roce 2012

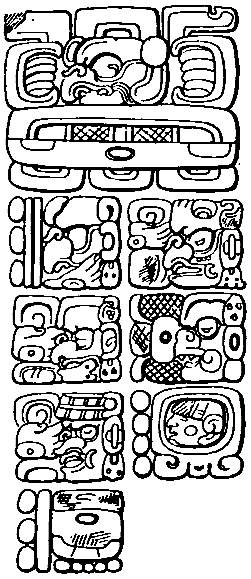
Nápis ze stély v Quiriguá

Jako fenomén roku 2012 se označuje souhrn různých předpovědí, podle nichž mělo dojít na den zimního slunovratu v roce 2012 ke kvalitativně zásadní proměně světa. Názory na povahu této proměny se rozcházely. Očekávání se pohybovala od ničivé katastrofy až po duchovní obrodu světa. Tyto předpoklady neměly žádné vědecké podklady. Fenomén roku 2012 je přirovnáván například k dřívějším katastrofickým scénářům spojeným například s fenoménem Y2K.

## Spekulace
Úvahy o možném konci světa byly odvozovány od předpokladu, že 21. prosince 2012 skončí po třinácti několikasetletých cyklech (baktunech) mayský kalendář, též zvané Velký počet. O významu konce cyklu pro Maye však v současnosti nemáme žádné přesvědčivé informace a varianta konce světa je proto spekulací. Jediný objevený mayský text, který rok 2012 zmiňuje, je tzv. Monument 6 z jihomexického naleziště Tortuguero ve státě Tabasco. Poškození textu ale neumožňuje jeho jednoznačnou interpretaci.
Kromě odkazů na kalendář mezoamerických Mayů se v souvislosti s fenoménem 2012 objevovaly i odkazy na starověké Egypťany, Maory, věštění Matky Shiptonové, indiány kmene Hopi, indické Védy, či věštce Nostradama. Využívány byly též vzácné astronomické fenomény či fakt, že čas od času dochází k přepólování magnetického pole Země. Další variantou je údajný střet Země s mytickou planetou Nibiru (Planeta X, Eris atd.), pro což však nejsou žádné důkazy.
Objevila se i tvrzení, že 21. prosince má dojít k výjimečnému postavení planet ve vesmíru. Astronomové naopak astronomickou výjimečnost roku 2012 popírají, žádná výrazná konjunkce planet onoho dne nenastává, planety mají být rozeseté po celé obloze.

## Fenomén roku 2012 v kultuře
Fenomén roku 2012 byl relativně často používán v populární kultuře, a to ve filmech, literatuře i hudbě. Odkazy na rok 2012 se objevily v řadě seriálů (např.: Simpsonovi, Griffinovi, Futurama, Teorie velkého třesku, Městečko South Park aj.). Velkorozpočtový film na toto téma natočil režisér Roland Emmerich s názvem 2012, objevily se ale i další filmy, převážně určené pro video trh (např.: 2012: Soudný den – režie: Nick Everhart). O fenoménu vznikla také řada dokumentů.
Tématem se zabývá také řada knih např.: 2012 – Mayové, jejich civilizace a zánik světa (Miloslav Stingl), 2012 Budíček lidstva – Svět míří do nového Zlatého věku (Diana Cooper), 2012: Konec světa (Tibor Zelikovics), Apokalypsa 2012 (Kurt-J. Heering a Jo Müller) a mnoho dalších.

## Citáty
| „                                               | Podle vědců NASA začne kolem 9:30 našeho času v oblasti Tichého oceánu velké stmívání. Bude postupovat přes Čínu a Rusko a na území České republiky neodvratně dorazí kolem 16. hodiny. Zároveň se ochladí. Dočasný jev skončí zítra kolem osmé ráno a v klidnějších dobách se mu říká noc. | “ |
| — On-line reportáž iDnes.cz ze dne 21. 12. 2012 | |   |

### Primární literatura
- ARGÜELLES, José. The Mayan Factor: Path Beyond Technology. [s.l.]: Inner Traditions/Bear & Company, 1987. ISBN 0939680459. (anglicky)
- GERYL, Patrick; RATINCKX, Gino. Proroctví Orionu — Bude svět zničen v roce 2012?. [s.l.]: Dobra, 2008. ISBN 978-80-86459-59-2. S. 293.
- JÍLEK, Miroslav. Teorie roku 2012?. Praha: Fotomaterial.cz, 2011. ISBN 978-80-904907-0-3. S. 72.
- MAŠEK, Jiří Maria. 2012 Zlatá brána otevřena. [s.l.]: Paprsky, 2008. ISBN 978-80-254-1472-9. S. 229.

### Sekundární literatura
- KOSTIĆOVÁ, Zuzana Marie. Bude roku 2012 konec světa?. Přírodovědecký časopis Vesmír. 1. 2009. ISSN 1214-4029.
- KOSTIĆOVÁ, Zuzana Marie. Fenomén roku 2012 z trochu jiné perspektivy. Okruh a střed. 2012, čís. 2, s. 2–7. ISSN 1212-1037.